# Liftback

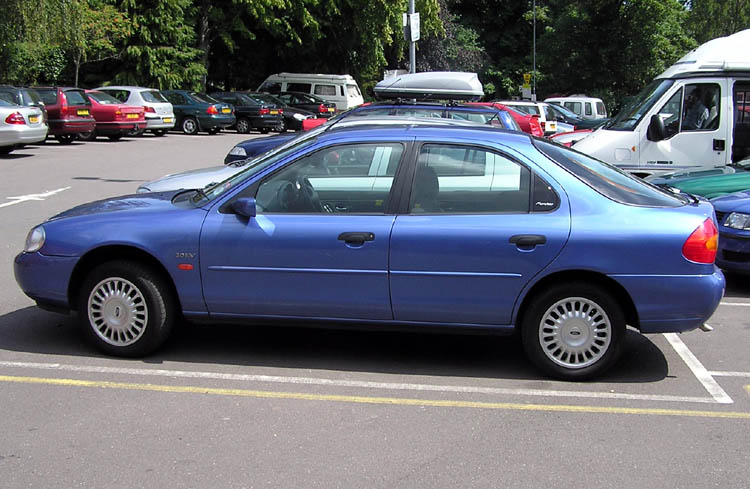
Un liftback bicorp, Ford Mondeo

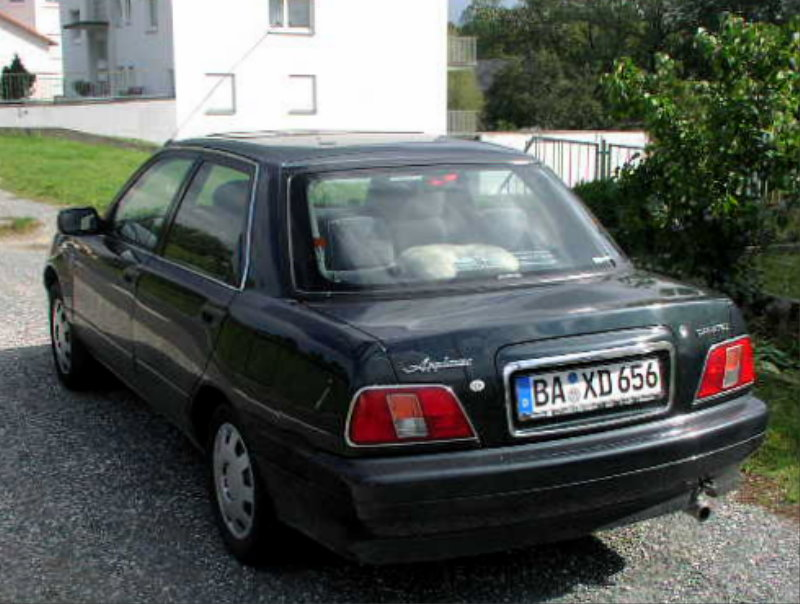
În ciuda siluetei sale tricorp, Daihatsu Applause are o caroserie liftback

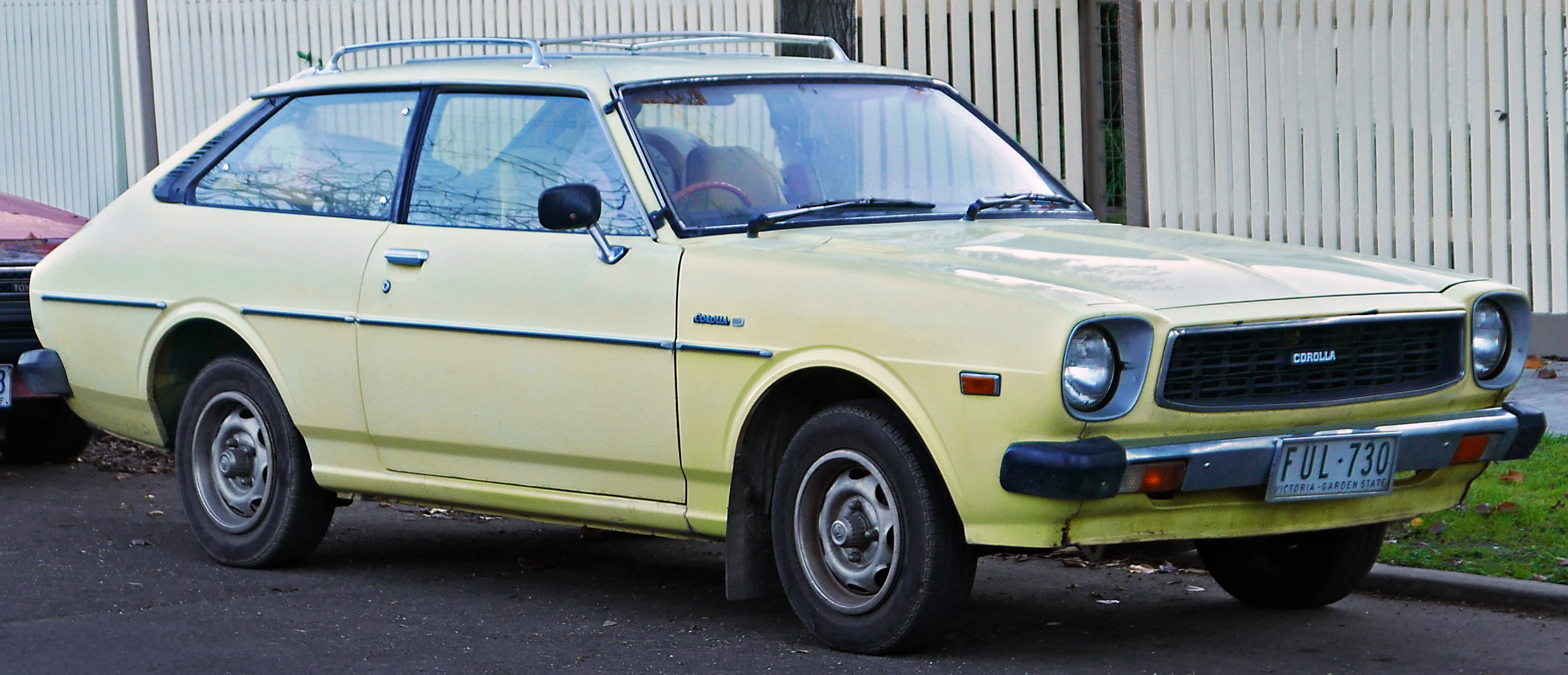
În 1976, mașina Toyota Corolla a beneficiat de un liftback cu 3 uși, produs până în 1979

Liftback („spate care se ridică”, în română)  este un stil de caroserie în care spațiul pentru bagaje poate fi accesat printr-o ușă care se extinde până în partea superioară a pilonului C și include geamul din spate. Partea posterioară a caroseriei liftback este fie ca la o mașină bicorp, dar nu la fel de verticală ca la hatchback-uri, sau are o formă precum cea a mașinilor tricorp. Un exemplu bun de liftback bicorp este Ford Mondeo, iar un exemplu de liftback tricorp este Daihatsu Applause.
O caroserie liftback are două avantaje importante. Față de o caroserie tricorp a unei berline clasice, accesarea spațiului pentru bagaje este mai practică, și portbagajul se poate extinde ușor prin rabatarea locurilor din spate, iar coeficientul aerodinamic este mai mic.
Liftback este uneori privit ca o variație de hatchback, și pentru multe modele diferența între hatchback și liftback este foarte mică, de exemplu la Toyota Corolla generația a 7-a.

## Automobile liftback cu 3 uși
- Aston Martin DB2/4
- Datsun 240Z
- Jaguar E-Type Coupé
- MGB GT
- Saab 99
- Saab 900
- Toyota 2000GT

## Automobile liftback cu 5 uși
- 1966-1978 Renault 16
- 1974-1985 Saab 900
- 1976-1982 Rover SD1
- 1982-1990 Ford Sierra
- 1989-1995 Ford Scorpio
- 1989-2000 Citroën XM
- 1996-Present Skoda Octavia
- 2001-2006 Hyundai Elantra
- 1995-2005 Dacia Nova/SupeRNova/Solenza